# Thromidia gigas
Thromidia gigas is een zeester uit de familie Mithrodiidae.
De wetenschappelijke naam van de soort werd in 1935 gepubliceerd door Theodor Mortensen.